# Sân bay trung tâm mới của Ba Lan
Trung tâm vận tải đoàn kết (tiếng Ba Lan: Centralny Port Komunikacyjny, CPK) là một siêu dự án của Chính phủ của Ba Lan nhằm xây dựng một sân bay mới, được xây dựng từ sân bay cũ này sẽ được bố trí khoảng 40 km về phía tây nam của Warsaw, và đang lên kế hoạch để thay thế sân bay Chopin Warsaw. Dự kiến ra mắt cảng là năm 2027. Lúc đầu, sân bay sẽ có hai đường băng, và cuối cùng là bốn. Sân bay ban đầu sẽ có công suất 40 triệu hành khách mỗi năm và cuối cùng là 100 triệu hành khách. Thời gian di chuyển bằng tàu giữa ga đường sắt Warszawa Centralna đến sân bay sẽ là 15 phút.

## Vị trí

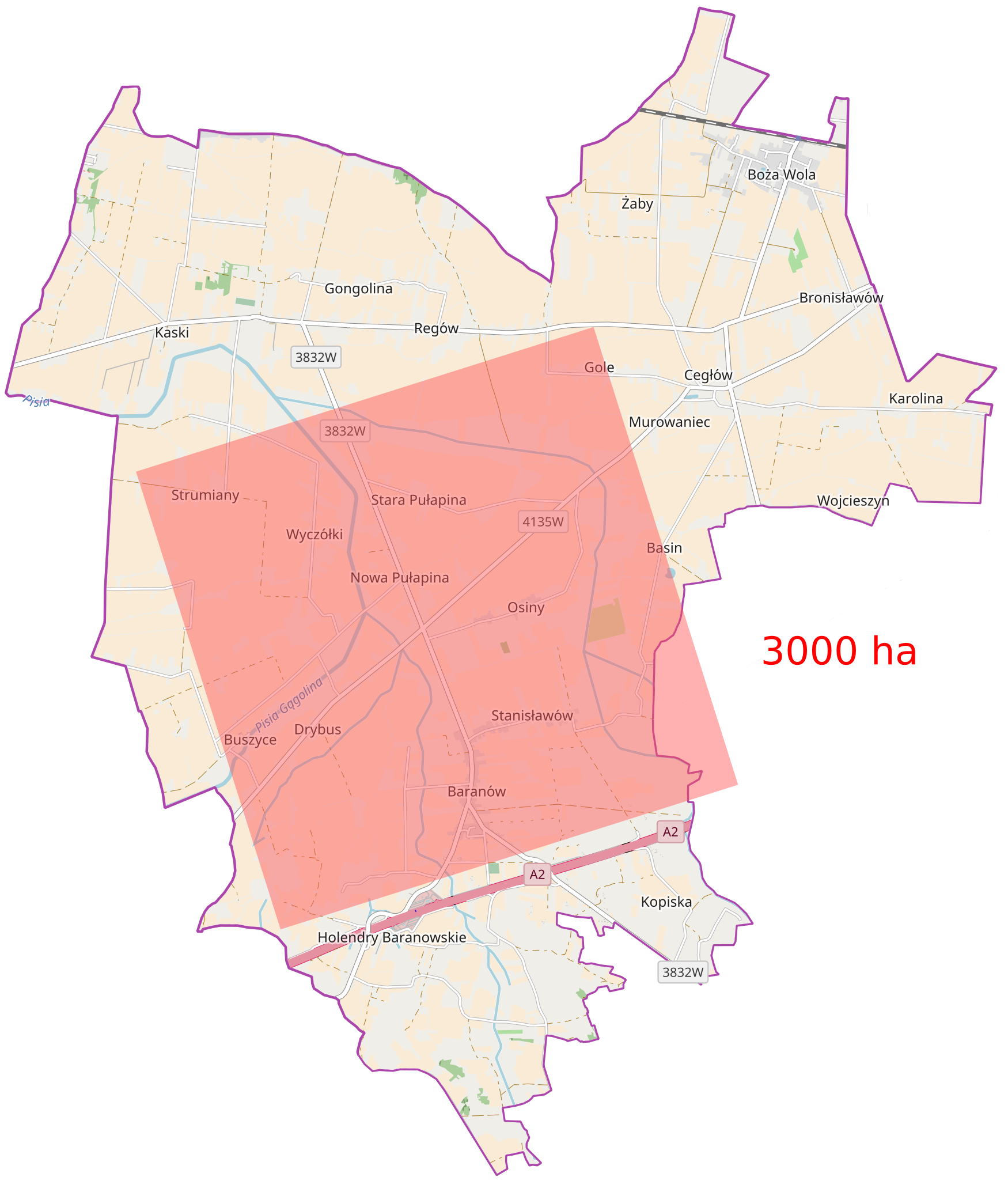
Diện tích sân bay theo kế hoạch

Địa điểm theo kế hoạch của sân bay cách Warsaw khoảng 40 km về phía tây, bên cạnh ngôi làng Stanisławów, một phần của Gmina Baranów ở quận Grodzisk Mazowiecki. Xã Baranow chiếm một phần diện tích đáng kể của Huyện Grodzisk và, mặc dù có đặc điểm nông thôn, nhưng lại có một cơ sở hạ tầng đường bộ rộng lớn. Các tuyến đường sắt tự động A2 và đường sắt chạy trong vùng lân cận ngay lập tức của địa điểm xây dựng tiềm năng và Wrocław (Đường cao tốc S8) và Poznań (quốc lộ số 92) ở gần đó.

## Lịch sử
Thảo luận về một sân bay mới để thay thế Sân bay Warsaw Chopin bắt đầu từ những năm 2000. Vào ngày 12 tháng 5 năm 2005, Văn phòng Hàng không Dân dụng đã ký hợp đồng với tập đoàn Ineco-Sener của Tây Ban Nha để thực hiện nghiên cứu sự khả thi về sân bay trung tâm . Mặc dù vậy, trong hai năm tiếp theo, một nghiên cứu như vậy đã không được thực hiện, được hiểu là hoãn dự án của sân bay lớn mới với một tương lai không xác định. Tuy nhiên, sân bay mới phục vụ Warsaw đã được đề xuất trong Chiến lược phát triển cơ sở hạ tầng giao thông của chính phủ trong giai đoạn 2010-2013.
Kể từ khi gia tăng quyền lực của đảng Luật pháp và Công lý, tốc độ trở nên nhanh hơn khi chính phủ phê duyệt kế hoạch vào tháng 11 năm 2017.
Vào ngày 17 tháng 6 năm 2018, cư dân của quận Baranów, huyện Grodzisk Mazowiecki đã bỏ phiếu kế hoạch xây dựng sân bay mới. Với 47% cử tri đi bầu cử, 84 người đã phản đối kế hoạch này. Cuộc trưng cầu dân ý không ràng buộc, nhưng Thứ trưởng Cơ sở hạ tầng, Mikołaj Wild, đã nói rằng tiếng nói của công chúng sẽ được xem xét.